# Gouvernement Miguel Sanz IV
Communauté forale de Navarre
Sanz III Barcina
Le gouvernement Sanz IV est le gouvernement de la communauté autonome espagnole de Navarre entre le 17 août 2007 et le 2 juillet 2011, sous la VIIe législature du Parlement.
Il est dirigé par le régionaliste conservateur Miguel Sanz, arrivé en tête aux élections de 2007 avec une majorité relative. Il repose initialement sur une coalition entre l'Union du peuple navarrais et la Convergence des démocrates de Navarre (es). Celle-ci est rompue en 2009. Il succède au gouvernement Sanz III et cède le pouvoir au gouvernement de la régionaliste conservatrice Yolanda Barcina.

## Historique
Ce gouvernement est dirigé par président du gouvernement régionaliste conservateur sortant, Miguel Sanz. Il est initialement constitué et soutenu par une coalition minoritaire entre l'Union du peuple navarrais (UPN) et la Convergence des démocrates de Navarre (es) (CDN). Ensemble, ils disposent de 24 députés sur 50, soit 48 % des sièges du Parlement.
Il est formé à la suite des élections autonomiques du 27 mai 2007.
Il succède donc au gouvernement Sanz III, constitué et soutenu dans les mêmes conditions, mais avec une majorité absolue.

### Formation
Lors du scrutin, la coalition formée par l'Union du peuple navarrais et la Convergence des démocrates de Navarre arrive en tête mais perd sa majorité. L'alliance nationaliste de gauche Nafarroa Bai (NaBai) et le Parti socialiste ouvrier espagnol (PSOE) font jeu égal en sièges, mais NaBai devient la deuxième force politique en voix.
Alors qu'une alliance entre le Parti socialiste et Nafarroa Bai est perçue comme probable, le PSOE s'associe avec l'UPN lors de la séance d'installation de la VIIe législature, le 20 juin, pour faire élire l'une des siennes, Elena Torres, à la présidence du Parlement. Le 4 juillet, le comité régional du Parti socialiste décide de proposer son chef de file électoral, Fernando Puras (es), à l'investiture des députés et soutient la formation d'un gouvernement avec Nafarroa Bai et Izquierda Unida (IUN). Le programme commun est scellé le 14 juillet, mais les discussions sont rompues deux jours plus tard en raison du refus d'une telle alliance exprimé par la direction nationale du PSOE.
Le 1er août, la commission exécutive régionale du PSOE décide, à l'unanimité, de former un gouvernement avec NaBai, conformément au souhait majoritaire de la base militante. Les dirigeants régionaux du Parti socialiste sont convoqués le surlendemain à Madrid par la direction nationale, qui oppose son veto à une coalition de ce type et impose au groupe parlementaire de s'abstenir lors du vote d'investiture, pour favoriser un gouvernement minoritaire de Miguel Sanz.
Sanz se soumet effectivement au vote de confiance du Parlement le 10 août, mais échoue par 24 voix pour, 25 voix contre et 1 vote nul. Le lendemain, il remporte l'investiture à la majorité simple lors du second vote, par 24 voix pour, 14 voix contre et 12 abstentions. Il prête serment le 16 août devant le Parlement, en présence notamment de la ministre Elena Salgado. Il dévoile juste après la composition de son gouvernement, qui compte douze conseillers dont deux vice-présidents et qui entre en fonction le lendemain.

### Évolution
Miguel Sanz annonce, le 28 septembre 2009, la rupture de la coalition gouvernementale. Il met ainsi à exécution une menace formulée auparavant, par laquelle il entendait que la Convergence des démocrates de Navarre renonce à soutenir le projet de réforme de la loi relative à la langue basque, à laquelle s'oppose l'Union du peuple navarrais. Il précise ne pas avoir signé les décrets de révocation des deux conseillers de CDN, mais précise qu'il entend confier leurs responsabilités à deux conseillers en poste, ce qui réduira d'autant le nombre total de membres de l'exécutif. Il indique deux jours plus tard qu'il confie donc le département de l'Éducation à Alberto Catalán, conseiller aux Relations institutionnelles, et celui de l'Aménagement du territoire à Amelia Salanueva, conseillère à l'Administration locale. Ils prêtent serment et entrent en fonction le lendemain.

### Succession
Aux élections autonomiques du 22 mai 2011, l'Union du peuple navarrais recule tandis que le Parti socialiste, qui obtient à l'époque le pire résultat de son histoire, détient la clé de la stabilité politique de la communauté autonome, car une hypothétique alliance entre l'UPN et le Parti populaire échoue à conquérir la majorité absolue, à trois sièges près.
Le secrétaire général du PSOE, Roberto Jiménez, indique le 9 juin qu'il entend négocier avec l'UPN la formation du gouvernement, refusant de s'allier avec Bildu. Le 18 juin, l'UPN et le PSOE ratifient le pacte qu'ils ont scellé et qui prévoit la présidence et cinq conseillers pour l'UPN, et trois conseillers pour le PSOE. Yolanda Barcina et Roberto Jiménez signent formellement l'accord le 21 juin suivant.
Le 23 juin, Yolanda Barcina est investie présidente de la Communauté forale par 28 voix pour sur 50. Elle prête serment une semaine plus tard, le 1er juillet. Son gouvernement de huit conseillers prête serment et entre en fonction le lendemain.

## Composition

### Initiale (17 août 2007)
| Fonction                                                                         | Titulaire | Titulaire                    | Parti |
| -------------------------------------------------------------------------------- | --------- | ---------------------------- | ----- |
| Président du gouvernement                                                        |           | Miguel Sanz Sesma            | UPN   |
| Premier vice-président Conseiller à la Présidence, à la Justice et à l'Intérieur |           | Javier Caballero Martínez    | UPN   |
| Second vice-président Conseiller à l'Économie et aux Finances                    |           | Álvaro Miranda Simavilla     | UPN   |
| Conseiller aux Relations institutionnelles Porte-parole du gouvernement          |           | Alberto Catalán Higueras     | UPN   |
| Conseillère à l'Administration locale                                            |           | Amelia Salanueva Murguialday | UPN   |
| Conseiller à l'Éducation                                                         |           | Carlos Pérez-Nievas López    | CDN   |
| Conseillère à la Santé                                                           |           | María Kutz Peironcely        | UPN   |
| Conseillère au Développement rural et à l'Environnement                          |           | Begoña Sanzberro Iturriria   | UPN   |
| Conseillère aux Affaires sociales, à la Famille, à la Jeunesse et au Sport       |           | María Isabel García Malo     | UPN   |
| Conseiller à la Culture et au Tourisme                                           |           | Juan Ramón Corpas Mauleón    | UPN   |
| Conseillère aux Travaux publics, aux Transports et aux Communications            |           | Laura Alba Cuadrado          | UPN   |
| Conseiller au Logement et à l'Aménagement du territoire                          |           | José Carlos Esparza Sáez     | CDN   |
| Conseiller à l'Innovation, à l'Entreprise et à l'Emploi                          |           | José María Roig Aldasoro     | UPN   |

### Remaniement du1eroctobre 2009
- Les conseillers ayant changé d'attributions sont indiqués en italique.

| Fonction                                                                                         | Titulaire | Titulaire                    | Parti |
| ------------------------------------------------------------------------------------------------ | --------- | ---------------------------- | ----- |
| Président du gouvernement                                                                        |           | Miguel Sanz Sesma            | UPN   |
| Premier vice-président Conseiller à la Présidence, à la Justice et à l'Intérieur                 |           | Javier Caballero Martínez    | UPN   |
| Second vice-président Conseiller à l'Économie et aux Finances                                    |           | Álvaro Miranda Simavilla     | UPN   |
| Conseiller aux Relations institutionnelles Conseiller à l'Éducation Porte-parole du gouvernement |           | Alberto Catalán Higueras     | UPN   |
| Conseillère à l'Administration locale Conseillère au Logement et à l'Aménagement du territoire   |           | Amelia Salanueva Murguialday | UPN   |
| Conseillère à la Santé                                                                           |           | María Kutz Peironcely        | UPN   |
| Conseillère au Développement rural et à l'Environnement                                          |           | Begoña Sanzberro Iturriria   | UPN   |
| Conseillère aux Affaires sociales, à la Famille, à la Jeunesse et au Sport                       |           | María Isabel García Malo     | UPN   |
| Conseiller à la Culture et au Tourisme                                                           |           | Juan Ramón Corpas Mauleón    | UPN   |
| Conseillère aux Travaux publics, aux Transports et aux Communications                            |           | Laura Alba Cuadrado          | UPN   |
| Conseiller à l'Innovation, à l'Entreprise et à l'Emploi                                          |           | José María Roig Aldasoro     | UPN   |